# Sønderjylland rundt på cykel
Sønderjylland Rundt På Cykel er et dansk motionscykelløb der afholdes årligt den tredje lørdag i august i Aller. Motionscykelløbet afvikles af arrangøren Aller Cykel Motion. Løbets deltagerliste består både af private, foreninger og virksomheder. Løbet inkluderer 5 ruter skræddersyet for de øvede, motionister og familierne.

## Motionsløbets historie
Motionscykelløbet blev afholdt for første gang i 1991. Løbet blev dannet med et ønske om at udbrede glæden ved motion på cykel. 
Det første år var der én rute på 208 km, med 383 deltagere. I årenes løb er dette udvidet i takt med behovet. I 2013 er der således 5 ruter (30 km, 70 km, 83 km, 100 km og 140 km). Antallet af deltagere er steget ligeledes til cirka 1000 deltagere årligt.
Ruterne har fokus på at udfordre rytteren og vise den sønderjyske natur på østkysten.

## Ekstern kilde/henvisning
- Sønderjylland Rundt På Cykel's officielle hjemmeside Arkiveret 27. juli 2013 hos  Wayback Machine
- Digitalt kort over ruterne ved Sønderjylland Rundt På Cykel